# کوکوی زمردی آفریقایی

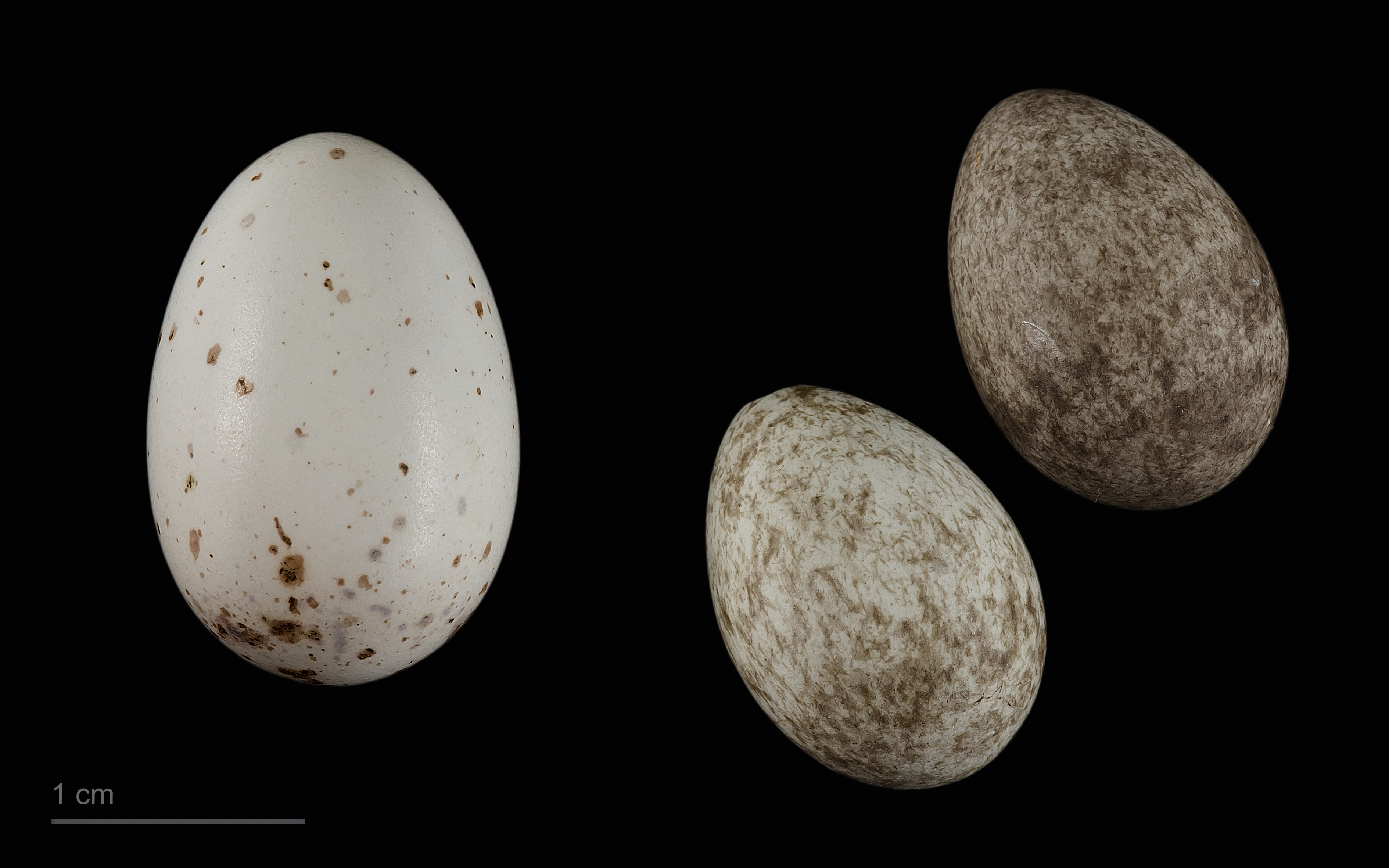
Chrysococcyx cupreus + Anabathmis newtonii

کوکوی زمردی آفریقایی (به انگلیسی: African emerald cuckoo) گونه‌ای کوکو است و بومی قاره آفریقا می‌باشد. زیستگاه این پرنده کشورهای جنوب صحرای آفریقا است. کوکوی زمردی آفریقایی دارای دودیسی جنسی آشکار است. رنگ جنس نر و ماده بسیار متفاوت می‌باشد.